# IV. třída okresu Rychnov nad Kněžnou 2004/2005
V utkáních IV. třídy okresu Rychnov nad Kněžnou 2004/2005, jedné ze skupin 10. nejvyšší fotbalové soutěže v Česku, se utkalo 10 týmů dvoukolovým systémem podzim – jaro. Tento ročník začal v srpnu 2004 a skončil v červnu 2005.
Postup do III. třídy okresu Rychnov nad Kněžnou 2005/2006 si zajistil vítězný tým AFK Častolovice „B“. Nikdo nesestupoval, jedná se o nejnižší soutěž.

## Konečná tabulka IV. třídy okresu Rychnov nad Kněžnou 2004/2005
| Poř. | Tým                                  | Z  | V  | R | P  | VG | OG | B  |
| ---- | ------------------------------------ | -- | -- | - | -- | -- | -- | -- |
| 1.   | AFK Častolovice „B“                  | 18 | 14 | 4 | 0  | 74 | 23 | 46 |
| 2.   | TJ Sokol Křivice                     | 18 | 11 | 4 | 3  | 28 | 16 | 37 |
| 3.   | TJ Sokol Lukavice (S)                | 18 | 11 | 1 | 6  | 58 | 27 | 34 |
| 4.   | TJ START Olešnice v Orlických horách | 18 | 8  | 5 | 5  | 39 | 29 | 29 |
| 5.   | TJ Skuhrov nad Bělou                 | 18 | 6  | 5 | 7  | 31 | 39 | 23 |
| 6.   | FO Křovice                           | 18 | 6  | 5 | 7  | 27 | 31 | 23 |
| 7.   | TJ Spartak Opočno „B“                | 18 | 6  | 4 | 8  | 39 | 34 | 22 |
| 8.   | Union Rokytnice v Orlických horách   | 18 | 5  | 4 | 9  | 30 | 56 | 16 |
| 9.   | TJ Baník Vamberk „B“                 | 18 | 2  | 5 | 11 | 23 | 49 | 11 |
| 10.  | Sokol Kostelecká Lhota „B“           | 18 | 2  | 1 | 15 | 21 | 66 | 7  |

Poznámky:
- Z = Odehrané zápasy; V = Vítězství; R = Remízy; P = Prohry; VG = Vstřelené góly; OG = Obdržené góly; B = Body; (S) = Mužstvo sestoupivší z vyšší soutěže; (N) = Mužstvo postoupivší z nižší soutěže (nováček)

|  | Postup do III. třídy okresu Rychnov nad Kněžnou 2005/2006 |